# Groot kardinaalgetal
In de verzamelingenleer, een deelgebied van de wiskunde, is een groot kardinaalgetal een bepaalde eigenschap van transfiniete kardinaalgetallen. Kardinalen met zulke eigenschappen zijn, zoals de naam al doet vermoeden, over het algemeen zeer "groot" (bijvoorbeeld groter dan {\displaystyle \aleph _{0}}, groter dan de kardinaliteit van het continuüm, enz.). De bewering dat dergelijke kardinalen bestaan, kan in de meest voorkomende axiomatisering van de verzamelingenleer, de Zermelo-Fraenkel-verzamelingenleer, niet worden bewezen. Dergelijke beweringen kunnen worden gezien als manieren om te meten hoe "veel", men naast de ZFC, nog moet veronderstellen om in staat te zijn om bepaalde gewenste resultaten te bewijzen. In de woorden van de Amerikaanse wiskundige Dana Scott kunnen zij worden gezien als de kwantificatie van het feit "dat als men meer wil [bewijzen], men meer moet veronderstellen"

## Voetnoten
1. ↑  (en)  Bell, J.L. (1985). Boolean-Valued Models and Independence Proofs in Set Theory. Oxford University Press, viii. ISBN 0198532415.